# Akeldama
Akeldama è il primo album in studio del gruppo musicale technical death metal statunitense The Faceless, pubblicato nel 2006.

## Tracce
1. An Autopsy – 3:11
2. Pestilence (feat. Tara Keene) – 3:54
3. All Dark Graves – 3:50
4. Horizons of Chaos I: Oracle of the Onslaught – 3:38
5. Horizons of Chaos II: Hypocrisy – 3:43
6. Leica – 5:12
7. Akeldama – 5:51
8. The Ghost of a Stranger – 3:55

## Formazione
- Derek «Demon Carcass» Rydquist — voce
- Michael Keene — voce, chitarra
- Steve Jones — chitarra
- Brandon Giffin — basso
- Michael Sherer — tastiere
- Nick Pierce — batteria